# Medina (bydel)
 For alternative betydninger, se Medina (flertydig). (Se også artikler, som begynder med Medina)
En medina er en gammel bydelstype der findes i mange byer i Nordafrika. Medinaen har almindeligvis bymure, trange og labyrintagtige gader, og blev bygget af arabere så langt tilbage som i 800-tallet.
Medinaer indeholder ofte historiske fontæner, paladser og moskeer. De er bevaret på grund af den kulturelle betydning, og deres værdi som turistmål.
På grund af de trange gader er medinaer bilfrie, og i nogle tilfælde også uden motorcykler og cykler. Gaderne kan være smallere end 1 meter, hvilket er unikt for tæt befolkede byområder.

## Nogle byer med eksisterende medinaer
- Casablanca, Marokko
- Dakar, Senegal
- Essaouira, Marokko – verdensarvområde
- Fez, Marokko – verdensarvområde
- Hammamet, Tunesien
- Mahdia, Tunesien
- Marrakech, Marokko – verdensarvområde
- Meknes, Marokko
- Sousse, Tunesien – verdensarvområde
- Sfax, Tunesien
- Tanger, Marokko
- Tétouan, Marokko – verdensarvområde
- Tripoli, Libyen
- Tunis, Tunesien – verdensarvområde

## Ruiner af medinaer
- Alhambra, Spanien
- Azahara, Spanien

## Eksterne kilder og henvisninger
- Kort over medinaen i Tunis Arkiveret 10. oktober 2004 hos  Wayback Machine
- Bilfrie byer: Marokko

| Arkitektur | Spire Denne arkitekturartikel er en spire som bør udbygges. Du er velkommen til at hjælpe Wikipedia ved at udvide den. |